# Ron Stam
Ron („Ronnie“) Theodorus Stam (* 18. Juni 1984 in Breda) ist ein ehemaliger niederländischer Fußballspieler.

## Karriere
Stam spielte bereits zwischen 1992 und 1997 im Nachwuchsbereich von NAC Breda, ehe er für fünf Jahre in die Jugendabteilung von Feyenoord Rotterdam wechselte. 2002 kehrte er wieder zurück, um noch ein Jahr für die Nachwuchsteams zu spielen. Anschließend wurde er in den Profikader des Vereins aufgenommen. Schon 2002/03 gab er sein Ligadebüt in der Eredivisie. Im Folgejahr schaffte er dann den Durchbruch. Jahr für Jahr kam Stam auf regelmäßige Einsätze. Im Sommer 2008, die Saison hatte bereits begonnen, warb ihn Ligakonkurrent Twente Enschede ab. Der Mittelfeldspieler schaffte es sich durchzusetzen und kam in seinem ersten Jahr bei Twente auf 24 Einsätze. Am Ende der Saison wurde man niederländischer Vize-Meister und zog in das Finale um den KNVB-Pokal ein, welches gegen den SC Heerenveen verloren wurde. Im Jahr darauf war Stam endgültig Stammspieler bei Twente. Mit 33 Einsätzen hatte er hinter Sander Boschker die zweitmeisten im Team. Am Ende der Saison 2009/10 gewann die Mannschaft die erste niederländische Meisterschaft der Vereinsgeschichte. Im Sommer 2010 unterzeichnete er einen Dreijahresvertrag bei Wigan Athletic. Nach der Saison 2012/13, in der er mit Wigan den FA Cup gewinnen konnte, aber auch aus der Premier League abstieg, wechselte er zum belgischen Erstligisten Standard Lüttich.

## Erfolge
- Niederländischer Meister mit Twente Enschede: 2009/10
- FA-Cup-Sieger mit Wigan Athletic: 2012/13